# Dolomit (rocă)
*Vezi și: Dolomit (dezambiguizare)
Dolomitul este o rocă sedimentară, fiind alcătuită în mare parte din carbonați, de culoare alb, cenușiu-gălbui până la cenușiu-verzui, care conține cel puțin 90 % mineralul dolomit care are formula chimică CaMg(CO3)2 ("CaCO3·MgCO3"), la o concentrație mai mică roca este numită calcar dolomitic.

## Proprietăți

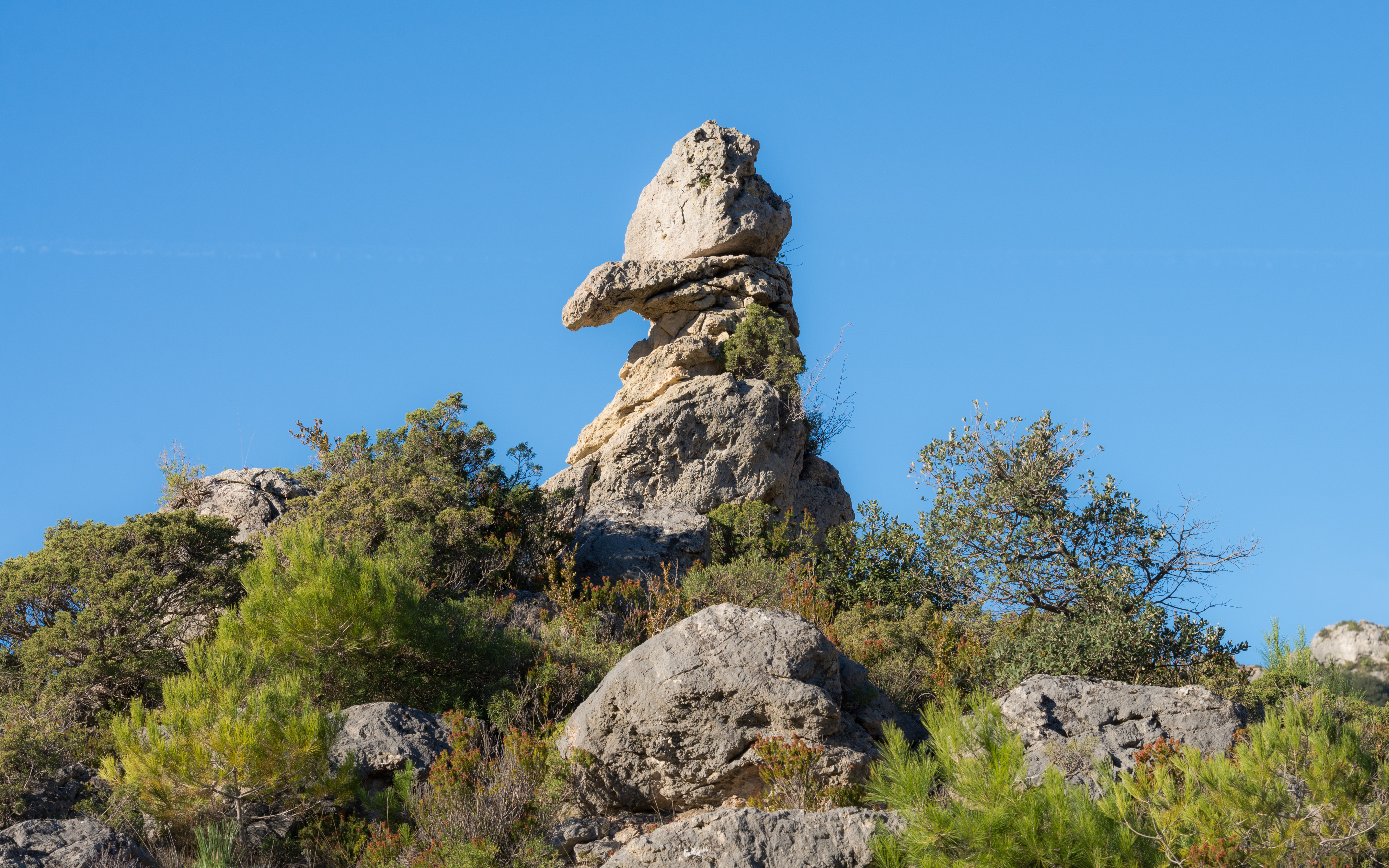

Roca dolomitică este înrudită din punct vedere chimică cu calcarul, dar aceste roci sunt ceva mai dure și mai sfărâmicioase. Deoarece mineralele, ca și calcita de exemplu, au o refracție dublă, apar rocile de culoare deschisă nefiind translucide, asemănător calcarelor. 
1. O caracteristică care ajută identificarea dolomitului este suprafața așchiată a suprafeței stâncilor în contrast cu suprafața netedă a calcarelor.
2. O altă proprietate prin care se diferențiază de calcare; dolomitul are o reacție moderată lentă cu acidul clorhidric (5-10%), formând bule puține de aer, pe când calcarul are o reacție cu efervescență energică chiar la o temperatură mai scăzută, aceasta explicând și fenomenele carstice reduse în rocile dolomitice, în comparație cu rocile calcaroase.
3. În literatură se amintesc granule asemănătoare celor de zahăr la rocile dolomitice, prin formarea de cristale fine care sclipesc în soare, pe când calcarele au o structură granulară mai dură. Această recristalizare fină se formează în timpul sau la scurt timp după procesul de sedimentare, dacă a avut loc o dolomitizare (diageneză) timpurie, roca poate conține fosile, ceeace îngreunează stabilirea vârstei din punct de vedere stratigrafic.

## Formare
Rocile dolomitice se formează mai frecvent prin procese secundare din mâl calcaros, prin acțiunea bacteriilor care descompun sulful, astfel prin cercetările mai recente s-au găsit dolomite formate în lagune din Brazilia, aici având loc următoarele reacții chimice:
CaCO3 + MgSO4 + CH4 = CaMg(CO3)2 + H2O + H2S.
sau mai simplu:
MgSO4 + CH4 = MgCO3 + H2S + H2O,  unde "MgCO3"  se leagă direct cu mâlul calcaros existent.  "CH4" reprezintă substanțele organice. Magneziul provine din apa de mare, prin creșterea salinității, apa de la fund se îngreunează și rămâne la fund fără a se mai produce schimburi cu staturile de apă de la suprafață, având loc un schimb de oxigen redus numai prin difuziune, astfel substanțele organice se vor descompune.
Relativ frecvent suferă un proces de dolomitizare recifurile de corali, unde se formează și mineralul instabil aragonit.

## Utilizare
Dolomitul este folosit pentru pavarea teraselor, mărunțit este folosit în metalurgie în tehnologia obținerii oțelului, la producerea vatei sticlate, care e utilizată ca izolant termic, și mai e folosit în tehnologia de producere a sticlei.
În agricultură este folosit ca amendament pentru corectarea acidității solului, sau ca îngrășământ chimic. Ca pulbere e folosit în industria abrazivilor, de șlefuire a sticlei și porțelanului.
Ars la o temperatură de 900 °C va rezulta din CaMg(CO3)2 - CaMgO2 ("CaO·MgO"). La o temperatură mai scăzută prin „semiarderea” dolomitului ("CaCO3·MgO"), este utilizat în stațiile de epurare a apei de băut, la reducerea acidității prin legarea CO2 și reacția componentelor MgO.